# Запад 1 (жилищен комплекс)
Запад 1 е жилищен комплекс, разположен в западната част на град Търговище. Граничи със: жк Запад 3 на северозапад, жк Запад 2 на югозапад, жк Вароша на изток. В близост до комплекса се намира Многопрофилната болница за активно лечение. Заедно със „Запад 2“ жилищния комплекс е сред най-населените места в града.
В комплекса се намират жилищните блокове с номера: 1,2,3,4,5,6,15,16,17,18,19,20,21,22,23,24,25,26,27,28,32,34,36,58,70,71. Намират се още: Комплекс за социални услуги за деца и семейства, VII ЦДГ „Снежанка“, III Детска ясла „Мечо пух“, Хотел „Хан Крум“, закритото Начално училище „Ангел Каралийчев“, два супермаркета от верига магазини „ЦБА“ (CBA), „Техномаркет“, „Технорай“, „Зора“, и др.